# 国際医療福祉大学三田病院

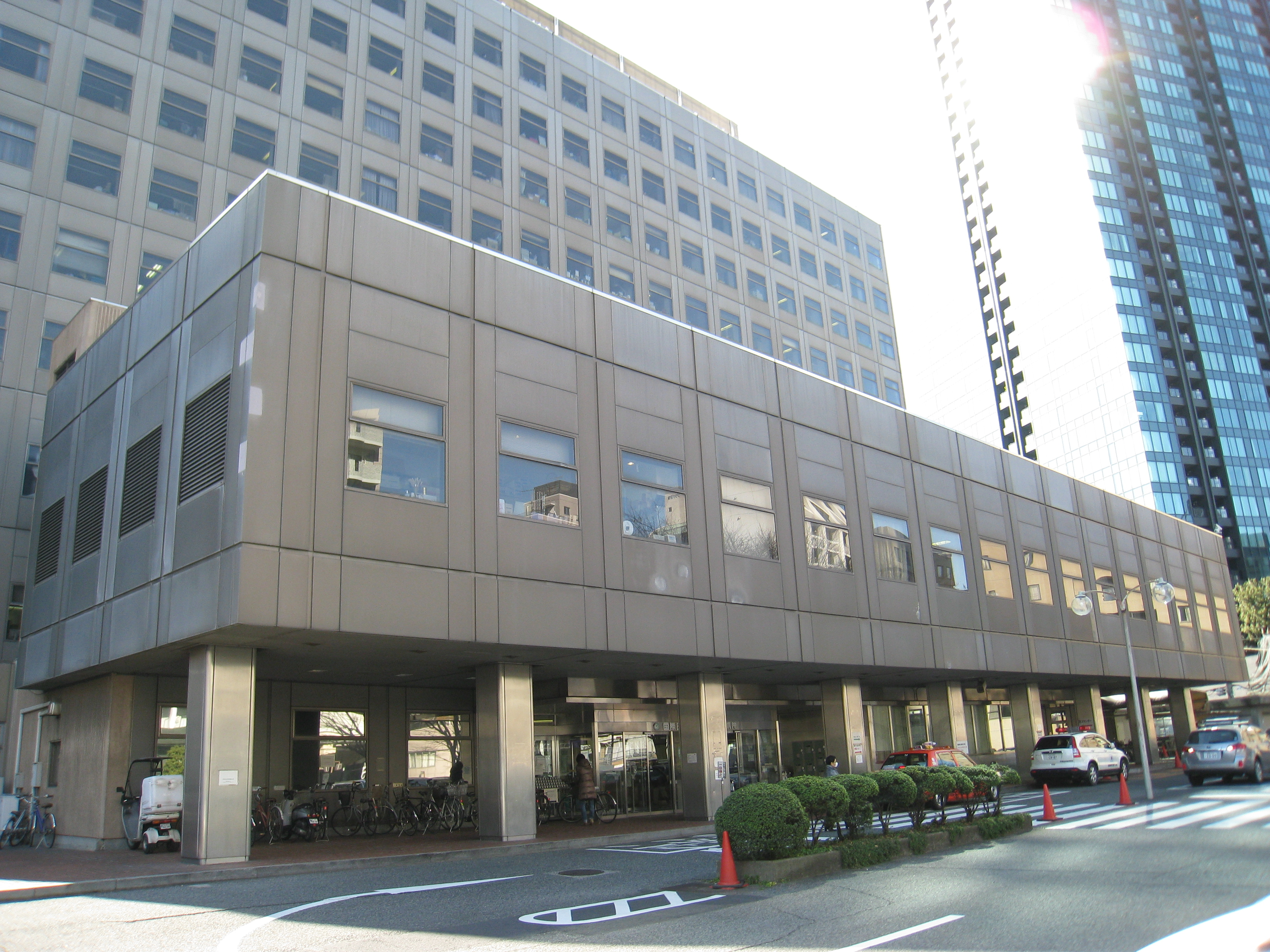
旧病院

国際医療福祉大学三田病院（こくさいいりょうふくしだいがくみたびょういん）は、東京都港区三田一丁目にある病院である。設置者は学校法人国際医療福祉大学（栃木県大田原市）であり、2017年までは医学部や歯学部を有しない大学による大学病院だった。医師の臨床研修指定病院（基幹型・協力型）であるほか、東京都認定がん診療病院に認定されている。2012年（平成24年）、隣接地に地上11階、地下2階建ての新病院が竣工した。

## 沿革
1933年（昭和8年）、大蔵省（当時）所轄病院として、病床数24で現在地に開院した。1949年（昭和24年）、「日本専売公社東京病院」に改称、1974年（昭和49年）には現在の地上11階、地下2階建ての新病院が竣工した。1985年（昭和60年）、日本専売公社の民営化に伴い、「日本たばこ産業株式会社東京専売病院」に改組・改名された。
2005年（平成17年）、旧病院を高邦会・国際医療福祉大学グループが買収、国際医療福祉大学の大学付属病院、「国際医療福祉大学三田病院」として同年3月1日に再開業した。この、かつての公的病院の民間への譲渡にあたっては売却当時、大蔵省出身で日本たばこ産業（JT）会長の涌井洋治や栃木県選出の衆議院議員・渡辺喜美の関与を指摘する怪文書が飛び交うなどの事態も発生したという。

## 診療科
- 内科
- 神経内科
- 外科
- 移植外科
- 泌尿器科
- 整形外科
- リハビリテーション科
- 脳神経外科
- 眼科
- 放射線科
- 耳鼻咽喉科
- 皮膚科
- 形成外科
- 婦人科
- 小児科
- 精神科（もの忘れ・メンタルクリニック）
- 歯科口腔外科
- 麻酔科

- 乳腺センター
- 頭頸部腫瘍センター
- 心臓血管センター
- 呼吸器センター
- 予防医学センター
- 消化器センター
- 脊椎・脊髄センター
- 尿路結石破砕治療センター
- 肉腫センター

- 緩和ケアチーム
- 栄養サポートチーム

## 医療機関の指定等
（下表の出典）
| 保険医療機関                                   | 難病の患者に対する医療等に関する法律（難病法）に基づく指定医療機関                   |
| 労災保険指定医療機関                           | 原子爆弾被害者一般疾病医療取扱医療機関                                               |
| 指定自立支援医療機関（更生医療）               | 公害医療機関                                                                         |
| 指定自立支援医療機関（育成医療）               | 臨床研修病院                                                                         |
| 指定自立支援医療機関（精神通院医療）           | がん診療連携拠点病院等                                                               |
| 身体障害者福祉法指定医の配置されている医療機関 | 特定疾患治療研究事業委託医療機関                                                     |
| 精神保健指定医の配置されている医療機関         | DPC対象病院                                                                          |
| 生活保護法指定医療機関                         | 難病の患者に対する医療等に関する法律（難病法）に基づく指定医の配置されている医療機関 |

- 救急告示病院（二次救急）[5]
- このほか、各種法令による指定・認定病院であるとともに、各学会の認定施設でもある。

## 交通アクセス
- 都営地下鉄大江戸線 「赤羽橋駅」より徒歩5分[6]
- 東京メトロ南北線 ・都営地下鉄大江戸線「麻布十番駅」より徒歩8分[6]
- 都営地下鉄三田線 「芝公園駅」より徒歩10分[6]